# خط ویژه
خط ویژه فیلمی در ژانر درام اجتماعی به نویسندگی و کارگردانی مصطفی کیایی و تهیه‌کنندگی منصور لشکری قوچانی محصول سال ۱۳۹۲ است. از جمله بازیگران فیلم می‌توان به مصطفی زمانی و هانیه توسلی و هومن سیدی اشاره کرد. فیلم در جشنواره فجر موفق شد سیمرغ بلورین فیلم برگزیده تماشاگران و دیپلم افتخار نقش دوم مرد برای بازی میلاد کی مرام را دریافت کرد.

## خلاصه فیلم
کاوه (هومن سیدی) نابغه علوم کامپیوتری به همراه خواهر (هانیه توسلی) و شوهرخواهرش (مصطفی زمانی) تحت شرایط خاصی حساب بانکی یک رانت‌خوار به نام محتشم (سام قریبیان) را هک می‌کنند. محتشم برای بازگشت پولش به روش‌های غیرقانونی رو می‌آورد، اما این پول هنگفت در اختیار هفت جوان قرار می‌گیرد و مشکلات عدیده‌ای را برای آنها به وجود می‌آورد.

## نقدها
مسعود فراستی:
فیلمنامه تیزی که اخته شده و حاصلش فیلم ضعیف و بی‌جان تلويزيونی است.
حسین عیدی‌زاده: 
شوخی‌های «خط ویژه» گزنده و جسورانه هستند. اصلاً انگار این فیلم فرصتی ویژه بوده برای شوخی و حرص دادن یک آقازاده.
ونداد الوندی‌پور:
سینمای ایران به فیلم‌هایی مثل «خط ویژه» سخت نیازمند است. فیلم‌هایی که همزمان با جذب مخاطب و سرگرم کردن او و کمک به اقتصاد سینما، با زبان انتقادی و غیر شعاری تصویر برخی از کاستی‌های جامعه را نشان می‌دهد. 

## بازیگران
| بازیگر         | نقش           | توضیحات                           |
| -------------- | ------------- | --------------------------------- |
| مصطفی زمانی    | فریدون دولابی | همسر سمیرا، شوهرخواهر کاوه        |
| هانیه توسلی    | سمیرا سرابی   | همسر فریدون، خواهر کاوه           |
| هومن سیدی      | کاوه سرابی    | برادر سمیرا، نابغه علوم کامپیوتری |
| میلاد کی‌مرام   | شاهین ساکت    | دوست منوچهر، برادر شهرزاد         |
| سام قریبیان    | امیر محتشم    | مفسد اقتصادی                      |
| میترا حجار     | شهرزاد ساکت   | خواهر شاهین، دوست نادر            |
| محسن کیایی     | منوچهر فردرو  | دوست شاهین، نامزد مرجان           |
| پریناز ایزدیار | مرجان         | نامزد منوچهر                      |
| بابک بهشاد     | نادر          | دوست شهرزاد                       |
| نادر فلاح      | ناصر          | طلبکار شاهین و منوچهر             |
| اسماعیل پوررضا | حسن           | همسایه شهرزاد                     |
| بردیا کولایی   | سرهنگ قاسمی   | مامور اطلاعات                     |

## جوایز و افتخارات

### سی و دومین دوره جشنواره فیلم فجر
| قسمت                          | نامزد             | نتیجه        | جایزه        |
| ----------------------------- | ----------------- | ------------ | ------------ |
| بهترین فیلم از نگاه تماشاگران | مصطفی کیایی       | برنده        | سیمرغ بلورین |
| بهترین فیلمنامه               | مصطفی کیایی       | نامزدشده     |              |
| بهترین بازیگر نقش مکمل مرد    | میلاد کی مرام     | دیپلم افتخار | دیپلم افتخار |
| بهترین تدوین                  | نیما جعفری جوزانی | نامزدشده     |              |